# Buigny-Saint-Maclou

Buigny-Saint-Maclou este o comună în departamentul Somme, Franța. În 1 ianuarie 2022 avea o populație de 522 de locuitori.